# Tour de l'Avenir 2010
Le Tour de l'Avenir 2010 est la 47e édition du Tour de l'Avenir, une compétition cycliste sur route ouverte aux coureurs de moins de 23 ans. La course se déroule du 5 au 12 septembre 2010. Elle comporte 8 étapes (dont un prologue) entre Vierzon et Risoul. L'épreuve est la dernière manche de l'UCI Coupe des Nations U23 2010. Le Colombien Nairo Quintana remporte cette édition, ainsi que les deux dernières étapes.

## Participants
Depuis 2007, le Tour de l'Avenir fait partie de la Coupe des Nations U23 de l'Union cycliste internationale. Sa participation est par conséquent réservée aux hommes de 19 à 23 ans. Ils sont regroupés par équipes nationales, à raison d'une équipe par nation et de six coureurs maximum par équipe. Il est toutefois possible de créer des équipes mixtes regroupant plusieurs nations, et un organisateur peut inviter une deuxième équipe du pays dans lequel se déroule sa course.
Le Tour de l'Avenir se déroulant au mois de septembre, le mode de sélection des équipes est le suivant : « l'organisateur [...] doit faire parvenir une invitation aux 20 premiers pays classés au classement de la coupe des nations en cours et n'ayant jamais participé en équipe mixte. Les équipes nationales ayant marqué des points en équipe mixte pourront être sélectionnées par l'organisateur pour participer en équipe mixte seulement ».
Sur la base de ces règles, les 20 équipes suivantes participent au Tour de l'Avenir : France A, France B, États-Unis, Allemagne, Équipe mixte, Colombie, Portugal, Espagne, Belgique, Pays-Bas, Russie, Luxembourg, Australie, Grande-Bretagne, Slovénie, Biélorussie, Suisse, Pologne, Kazakhstan, Danemark.
Parmi les principaux participants figurent l'Américain Taylor Phinney, champion du monde de poursuite en 2009 et 2010, John Degenkolb, champion d'Allemagne espoirs et vainqueur du Tour de Thuringe, Yannick Eijssen, lauréat de la Ronde de l'Isard, Coen Vermeltfoort, vainqueur en 2008 de Paris-Roubaix espoirs, du Tour de Drenthe et d'une étape du Tour de l'Avenir, Michał Kwiatkowski, champion du monde du contre-la-montre junior en 2008. Cinq des six vainqueurs d'épreuves de la Coupe des Nations sont au départ : le Néerlandais Tom Dumoulin (Grand Prix du Portugal), les Slovènes Marko Kump (Tour des Flandres espoirs) et Luka Mezgec (Coupe des nations Ville Saguenay), le Russe Vyacheslav Kuznetsov (La Côte Picarde) et le Kazakh Arman Kamyshev (ZLM Tour). Seul le vainqueur du Giro delle Regioni Enrico Battaglin est absent.
Plusieurs protagonistes de l'édition 2009 participent à ce Tour de l'Avenir : l'Érythréen Daniel Teklehaimanot, sixième du classement général, le Biélorusse Andrei Krasilnikau, neuvième, ainsi que les vainqueurs d'étape Jean-Lou Paiani et Marko Kump.
L'équipe mixte est celle du Centre mondial du cyclisme, dirigée par Michel Thèze. Ses six coureurs sont issus de cinq pays et quatre continents différent : Gregory Brenes (Costa Rica), Marek Čanecký (Slovaquie), Ki Ho Choi (Hong Kong), Daniel Teklehaimanot (Érythrée), Chan Jae Jang et Choe Hyeong-min (Corée du Sud). Daniel Teklehaimanot a terminé sixième du Tour de l'Avenir 2009.

## Déroulement de la course
Le double champion du monde de poursuite, l'Américain Taylor Phinney  remporte le prologue devant le Britannique Alex Dowsett, champion d'Europe du contre-la-montre espoirs en titre et l'Australien Michael Matthews, vainqueur de l'UCI Oceania Tour 2010. Le lendemain, l'Allemand John Degenkolb remporte la première étape lors d'un sprint massif. 
La deuxième étape en ligne voit le Français Anthony Delaplace s'imposer 5 secondes devant son compagnon d'échappée, le Néerlandais Bert-Jan Lindeman. Alex Dowsett (Royaume-Uni) s'empare du maillot jaune, profitant de la chute de Taylor Phinney (États-Unis) qui termine dernier de l'étape.
La troisième étape comprend la première difficulté de cette édition, la montée du Col du Béal. Après plusieurs tentatives d'échappées lors des premiers kilomètres, c'est le Belge Yannick Eijssen qui attaque et distance rapidement le peloton dans la descente. Il réussit à résister au retour des autres coureurs lancés à sa poursuite, comme Darwin Atapuma et Andrew Talansky. Il remporte l'étape et endosse du même coup le maillot jaune de leader. Le Belge, bon grimpeur avait remporté en mai la Ronde de l'Isard d'Ariège. Romain Hardy remporte au sprint devant ses deux compagnons d'échappée, Romain Bardet et David Rösch la quatrième étape. Jean-Lou Paiani (France B) termine à deux minutes du trio qui s'est joué la victoire et le peloton, dont le sprint est réglé par Michael Matthews (Australie), à deux minutes et six secondes. John Degenkolb s'adjuge le lendemain sa deuxième étape personnelle et prend une option pour le maillot vert du classement par points.
Les deux dernières étapes se terminent par la montée vers la station de Risoul avec des pentes moyennes de 7 %. Le Colombien Nairo Quintana remporte ces deux étapes et s'adjuge le classement général. Il devance sur le podium final  Andrew Talansky et son compatriote Jarlinson Pantano, qui remporte le classement du meilleur grimpeur. John Degenkolb gagne le classement par points et la Colombie le classement par équipes. C'est la première victoire colombienne depuis Martín Ramírez en 1985.

## Étapes
| Étape     | Date     | Ville Départ              | Ville Arrivée        | km         | Vainqueur                 | Maillot Jaune             |
| --------- | -------- | ------------------------- | -------------------- | ---------- | ------------------------- | ------------------------- |
| Prologue  | 5 sept.  | Vierzon                   | Vierzon              | 7.8 (clm)  | Taylor Phinney États-Unis | Taylor Phinney États-Unis |
| 1re étape | 6 sept.  | Vierzon                   | Saint-Amand-Montrond | 144,5      | John Degenkolb Allemagne  | Taylor Phinney États-Unis |
| 2e étape  | 7 sept.  | Saint-Amand-Montrond      | Cusset               | 150,5      | Anthony Delaplace France  | Alex Dowsett Royaume-Uni  |
| 3e étape  | 8 sept.  | Saint-Pourçain-sur-Sioule | Col du Béal          | 157        | Yannick Eijssen Belgique  | Yannick Eijssen Belgique  |
| 4e étape  | 9 sept.  | Ambert                    | Vals-les-Bains       | 183        | Romain Hardy France       | Yannick Eijssen Belgique  |
| 5e étape  | 10 sept. | Vals-les-Bains            | Loriol-sur-Drôme     | 153        | John Degenkolb Allemagne  | Yannick Eijssen Belgique  |
| 6e étape  | 11 sept. | Saillans                  | Risoul               | 204        | Nairo Quintana Colombie   | Nairo Quintana Colombie   |
| 7e étape  | 12 sept. | Guillestre                | Risoul               | 13.5 (clm) | Nairo Quintana Colombie   | Nairo Quintana Colombie   |

## Résultats des étapes

### Prologue
5 septembre 2010 — Vierzon - Vierzon, 7,8 km 
Ce Tour de l'Avenir 2010 commence par un prologue légèrement vallonné de 7,8 km dans les rues de Vierzon.
|   | Coureur          | Pays        | Équipe      |    | Temps      |
| - | ---------------- | ----------- | ----------- | -- | ---------- |
| 1 | Taylor Phinney   | États-Unis  | États-Unis  | en | 8 min 55 s |
| 2 | Alex Dowsett     | Royaume-Uni | Royaume-Uni | +  | 06 s       |
| 3 | Michael Matthews | Australie   | Australie   |    | 07 s       |

|   | Coureur          | Pays        | Équipe      |    | Temps      |
| - | ---------------- | ----------- | ----------- | -- | ---------- |
| 1 | Taylor Phinney   | États-Unis  | États-Unis  | en | 8 min 55 s |
| 2 | Alex Dowsett     | Royaume-Uni | Royaume-Uni | +  | 06 s       |
| 3 | Michael Matthews | Australie   | Australie   |    | 07 s       |

### 1reétape
6 septembre 2010 — Vierzon - Saint-Amand-Montrond, 144,5 km 
Cette étape peut se décomposer en deux parties. La première part de Vierzon, passe par un sprint intermédiaire (km 34,5) et arrive à Saint-Amand-Montrond au km 83, où est placée la zone de ravitaillement. La deuxième partie est un circuit de 20,5 km autour de Saint-Amand-Montrond à parcourir trois fois, et comprenant en tout début de circuit un « mur » de 3e catégorie, la « Vieille côte » (1 km à 8,34 %).
Loïc Desriac (France B) effectue une longue échappée en solitaire. L'étape se conclut par un sprint massif remporté par John Degenkolb (Allemagne) devant Michael Matthews (Australie). Degenkolb s'empare également du maillot vert, Matthews étant également deuxième. Desriac prend le maillot à pois.
|   | Coureur            | Pays      | Équipe    |    | Temps           |
| - | ------------------ | --------- | --------- | -- | --------------- |
| 1 | John Degenkolb     | Allemagne | Allemagne | en | 3 h 37 min 05 s |
| 2 | Michael Matthews   | Australie | Australie | +  | m.t             |
| 3 | Michał Kwiatkowski | Pologne   | Pologne   |    | m.t             |

|   | Coureur          | Pays        | Équipe      |    | Temps           |
| - | ---------------- | ----------- | ----------- | -- | --------------- |
| 1 | Taylor Phinney   | États-Unis  | États-Unis  | en | 3 h 46 min 00 s |
| 2 | Alex Dowsett     | Royaume-Uni | Royaume-Uni | +  | 06 s            |
| 3 | Michael Matthews | Australie   | Australie   |    | 07 s            |

### 2eétape
7 septembre 2010 — Saint-Amand-Montrond - Cusset 150,5 km
Le début d'étape est plutôt plat, avec seulement une côte de 4e catégorie, la côte de la Croix du Chêne (2,3 km à 4,01 %) dont le sommet est au km 55,5, deux sprints intermédiaires (km 29 et 93) et la zone de ravitaillement (km 88.5). Le final comporte cinq ascensions : trois de 4e catégorie, la côte de Billy (1,2 km à 5,5 %), la côte des Acarins (2 km à 4,89 %) et la côte de Gravoin (1,6 km à 4,98 %), dont les sommets sont situés aux km 104,5, 123 et 126, et deux côtes de troisième catégorie, la côte de Bost (1,6 km à 5,8 %) et la côte des Corres (2,6 km à 5,2 %), dont les sommets sont placés aux km 117 et 138.
Anthony Delaplace (France A) s'impose 5 secondes devant son compagnon d'échappée Bert-Jan Lindeman (Pays-Bas). Romain Hardy (France A) règle le sprint du peloton, à 8 secondes. Alex Dowsett (Royaume-Uni) s'empare du maillot jaune, profitant de la chute de Taylor Phinney (États-Unis).
|   | Coureur           | Pays     | Équipe   |    | Temps           |
| - | ----------------- | -------- | -------- | -- | --------------- |
| 1 | Anthony Delaplace | France   | France A | en | 3 h 53 min 21 s |
| 2 | Bert-Jan Lindeman | Pays-Bas | Pays-Bas | +  | 05 s            |
| 3 | Romain Hardy      | France   | France A |    | 08 s            |

|   | Coureur           | Pays        | Équipe      |    | Temps           |
| - | ----------------- | ----------- | ----------- | -- | --------------- |
| 1 | Alex Dowsett      | Royaume-Uni | Royaume-Uni | en | 7 h 39 min 35 s |
| 2 | Michael Matthews  | Australie   | Australie   | +  | 01 s            |
| 3 | Anthony Delaplace | France      | France A    |    | 14 s            |

### 3eétape
8 septembre 2010 — Saint-Pourçain-sur-Sioule - Col du Béal 157 km
Le début d'étape est relativement plat, avec toutefois deux côtes de troisième catégorie, la côte du Château d'Aulteribe (1 km à 7,8 %) et la côte d'Augerolles (2,5 km à 5,4 %), dont les sommets sont aux km 78,5 et 92,5, et 2 sprints intermédiaires (km 104 et 114). Deux difficultés importantes se suivent dans les quarante derniers kilomètres : le col du Chansert (12,9 km à 5,6 %), une ascension de deuxième catégorie dont le sommet est situé au km 129, et le col du Béal (13,3 km à 6,5 %), une montée de première catégorie où l'arrivée est jugée.
|   | Coureur         | Pays       | Équipe     |    | Temps           |
| - | --------------- | ---------- | ---------- | -- | --------------- |
| 1 | Yannick Eijssen | Belgique   | Belgique   | en | 4 h 11 min 48 s |
| 2 | Darwin Atapuma  | Colombie   | Colombie   | +  | 21 s            |
| 3 | Andrew Talansky | États-Unis | États-Unis |    | 26 s            |

|   | Coureur           | Pays     | Équipe   |    | Temps            |
| - | ----------------- | -------- | -------- | -- | ---------------- |
| 1 | Yannick Eijssen   | Belgique | Belgique | en | 11 h 52 min 07 s |
| 2 | Jarlinson Pantano | Colombie | Colombie | +  | 17 s             |
| 3 | Tom-Jelte Slagter | Pays-Bas | Pays-Bas |    | 54 s             |

### 4eétape
9 septembre 2010 — Ambert - Vals-les-Bains 183 km
Les 60 premiers kilomètres de cette étape sont assez vallonnés, avec notamment deux côtes de troisième catégorie, la côte de Saint-Just (4,9 km à 5,3 %) et la côte de Lavet (4 km à 4,7 %), dont les sommets sont aux km 12,5 et 29,5, et se terminent en descente. La route remonte ensuite jusqu'au km 125, en passant par trois ascensions de troisième catégorie, la côte de la Chomasse (3,4 km à 5,4 %), la côte d'Yssingeaux (4 km à 3,6 %) et la côte de Recharinges (6,4 km à 2,9 %), dont les sommets sont situés aux km 63,5, 70,5 et 81, une difficulté de quatrième catégorie, le col de la Clède (2,7 km à 3,5 %), la zone de ravitaillement (km 86) et un sprint intermédiaire (km 96). Le parcours descend ensuite, en passant par un deuxième sprint intermédiaire (km 168,5), et est plat sur la fin.
Jean-Lou Paiani (France B) termine à deux minutes du trio qui s'est joué la victoire et le peloton, dont le sprint est réglé par Michael Matthews (Australie), à deux minutes et six secondes.
|   | Coureur       | Pays      | Équipe    |    | Temps           |
| - | ------------- | --------- | --------- | -- | --------------- |
| 1 | Romain Hardy  | France    | France A  | en | 4 h 33 min 53 s |
| 2 | Romain Bardet | France    | France B  | +  | m.t             |
| 3 | David Rösch   | Allemagne | Allemagne |    | m.t             |

|   | Coureur           | Pays     | Équipe   |    | Temps            |
| - | ----------------- | -------- | -------- | -- | ---------------- |
| 1 | Yannick Eijssen   | Belgique | Belgique | en | 16 h 28 min 06 s |
| 2 | Romain Bardet     | France   | France B | +  | 17 s             |
| 3 | Jarlinson Pantano | Colombie | Colombie |    | 17 s             |

### 5eétape
10 septembre 2010 — Vals-les-Bains - Loriol-sur-Drôme 153 km 
Les coureurs entament cette étape par la côte de Peyrageol (5 km à 5,2 %), classée en troisième catégorie, puis enchaînent avec la côte du Lac Ferrand (13,2 km à 5,2 %), une montée de deuxième catégorie dont le sommet est au km 31. Une très courte descente et une dizaine de kilomètres de plat emmènent les coureurs au premier sprint intermédiaire de la journée (km 43,5). Le parcours emprunte alors une dizaine de kilomètres en faux plat montant puis une longue descente, avant de se stabiliser peu avant la zone de ravitaillement (km 97). La fin d'étape est presque plate, avec notamment un deuxième sprint intermédiaire (km 112). La côte des Roberts (4,2 km à 5,8 %), classée en troisième catégorie, est la dernière difficulté de l'étape. Son sommet est situé au km 140,5, soit à 12,5 km de l'arrivée.
John Degenkolb (Allemagne) règle au sprint un groupe de 5 coureurs et conforte son maillot vert. Le peloton termine à 39 s.
|   | Coureur         | Pays      | Équipe    |    | Temps           |
| - | --------------- | --------- | --------- | -- | --------------- |
| 1 | John Degenkolb  | Allemagne | Allemagne | en | 4 h 33 min 53 s |
| 2 | Jesús Herrada   | Espagne   | Espagne   | +  | 00 s            |
| 3 | Nélson Oliveira | Portugal  | Portugal  |    | 01 s            |

|   | Coureur           | Pays     | Équipe   |    | Temps            |
| - | ----------------- | -------- | -------- | -- | ---------------- |
| 1 | Yannick Eijssen   | Belgique | Belgique | en | 20 h 29 min 58 s |
| 2 | Romain Bardet     | France   | France B | +  | 17 s             |
| 3 | Jarlinson Pantano | Colombie | Colombie |    | 17 s             |

### 6eétape
11 septembre 2010 — Saillans - Risoul 204 km
Le parcours de cette étape présente une ascension de première catégorie, le col de Pennes (7 km à 8,4 %), dont le sommet est au km 19, une difficulté de deuxième catégorie, le col de Cabre (9,2 km à 4,6 %), dont le sommet est situé au km 58,5 et trois difficultés de troisième catégories, le col de la Bachassette (2,2 km à 4,5 %), le col des Verniers (1,5 km à 7,2 %) et le col d'Espréaux (3,5 km à 5,1 %), dont les sommets sont aux kilomètres 85, 90 et 98. La montée finale vers la station de Risoul est longue de 12,8 km et présente une pente moyenne de 7 %. Elle est classée en première catégorie. La 4e étape du Critérium du Dauphiné 2010, remportée par Nicolas Vogondy (BBox Bouygues Telecom), était arrivée également à Risoul. Deux sprints intermédiaires (km 34 et 109,5) sont également au programme de cette étape.
|   | Coureur         | Pays       | Équipe     |    | Temps           |
| - | --------------- | ---------- | ---------- | -- | --------------- |
| 1 | Nairo Quintana  | Colombie   | Colombie   | en | 5 h 44 min 31 s |
| 2 | Andrew Talansky | États-Unis | États-Unis | +  | 39 s            |
| 3 | Mikel Landa     | Espagne    | Espagne    |    | 39 s            |

|   | Coureur           | Pays     | Équipe   |    | Temps            |
| - | ----------------- | -------- | -------- | -- | ---------------- |
| 1 | Nairo Quintana    | Colombie | Colombie | en | 26 h 15 min 46 s |
| 2 | Tom-Jelte Slagter | Pays-Bas | Pays-Bas | +  | 20 s             |
| 3 | Jarlinson Pantano | Colombie | Colombie |    | 38 s             |

### 7eétape
12 septembre 2010 — Guillestre à Risoul, 13,5 km (contre-la-montre)
Pour cette dernière étape, la montée vers Risoul est, comme la veille, au programme, mais cette fois-ci lors d'un chrono en côte.
|   | Coureur           | Pays       | Équipe     |    | Temps       |
| - | ----------------- | ---------- | ---------- | -- | ----------- |
| 1 | Nairo Quintana    | Colombie   | Colombie   | en | 33 min 36 s |
| 2 | Andrew Talansky   | États-Unis | États-Unis | +  | 47 s        |
| 3 | Jarlinson Pantano | Colombie   | Colombie   |    | 1 min 17 s  |

|   | Coureur           | Pays       | Équipe     |    | Temps            |
| - | ----------------- | ---------- | ---------- | -- | ---------------- |
| 1 | Nairo Quintana    | Colombie   | Colombie   | en | 26 h 49 min 21 s |
| 2 | Andrew Talansky   | États-Unis | États-Unis | +  | 1 min 44 s       |
| 3 | Jarlinson Pantano | Colombie   | Colombie   |    | 1 min 55 s       |

## Classements finals

### Classement général
|    | Cycliste          | Pays       | Équipe     |    | Temps            |
| -- | ----------------- | ---------- | ---------- | -- | ---------------- |
| 1  | Nairo Quintana    | Colombie   | Colombie   | en | 26 h 49 min 21 s |
| 2  | Andrew Talansky   | États-Unis | États-Unis | +  | 1 min 44 s       |
| 3  | Jarlinson Pantano | Colombie   | Colombie   |    | 1 min 55 s       |
| 4  | Tom-Jelte Slagter | Pays-Bas   | Pays-Bas   |    | 2 min 05 s       |
| 5  | Mikel Landa       | Espagne    | Espagne    |    | 3 min 17 s       |
| 6  | Romain Bardet     | France     | France B   |    | 3 min 59 s       |
| 7  | Thomas Bonnin     | France     | France     |    | 4 min 05 s       |
| 8  | Michael Matthews  | Australie  | Australie  |    | 4 min 10 s       |
| 9  | Darwin Atapuma    | Colombie   | Colombie   |    | 4 min 14 s       |
| 10 | Wilco Kelderman   | Pays-Bas   | Pays-Bas   |    | 4 min 14 s       |

### Classements annexes

#### Classement par points
|   | Cycliste         | Pays      | Équipe    | Points |
| - | ---------------- | --------- | --------- | ------ |
| 1 | John Degenkolb   | Allemagne | Allemagne | 123    |
| 2 | Michael Matthews | Australie | Australie | 108    |
| 3 | Romain Hardy     | France    | France    | 69     |

#### Classement du meilleur grimpeur
|   | Cycliste          | Pays       | Équipe     | Points |
| - | ----------------- | ---------- | ---------- | ------ |
| 1 | Jarlinson Pantano | Colombie   | Colombie   | 69     |
| 2 | Romain Hardy      | France     | France     | 51     |
| 3 | Andrew Talansky   | États-Unis | États-Unis | 50     |

#### Classement par équipes
|   | Équipe   | Pays     | Temps               |
| - | -------- | -------- | ------------------- |
| 1 | Colombie | Colombie | en 80 h 32 min 06 s |
| 2 | Espagne  | Espagne  | + 13 min 53 s       |
| 3 | France A | France   | 23 min 12 s         |

## Évolution des classements
| Étape              | Vainqueur          | Classement général | Classement par points | Classement de la montagne | Classement par équipes |
| ------------------ | ------------------ | ------------------ | --------------------- | ------------------------- | ---------------------- |
| P                  | Taylor Phinney     | Taylor Phinney     | Taylor Phinney        | Non-attribué              | États-Unis             |
| 1                  | John Degenkolb     | Taylor Phinney     | John Degenkolb        | Loïc Desriac              | États-Unis             |
| 2                  | Anthony Delaplace  | Alex Dowsett       | John Degenkolb        | Bert-Jan Lindeman         | France A               |
| 3                  | Yannick Eijssen    | Yannick Eijssen    | John Degenkolb        | Bert-Jan Lindeman         | Colombie               |
| 4                  | Romain Hardy       | Yannick Eijssen    | John Degenkolb        | Esteban Chaves            | Colombie               |
| 5                  | John Degenkolb     | Yannick Eijssen    | John Degenkolb        | Esteban Chaves            | Colombie               |
| 6                  | Nairo Quintana     | Nairo Quintana     | John Degenkolb        | Jarlinson Pantano         | Colombie               |
| 7                  | Nairo Quintana     | Nairo Quintana     | John Degenkolb        | Jarlinson Pantano         | Colombie               |
| Classements finals | Classements finals | Nairo Quintana     | John Degenkolb        | Jarlinson Pantano         | Colombie               |